# Mother 3
Mother 3 is een RPG voor de Game Boy Advance die werd uitgebracht in 2006. Het spel werd geproduceerd door Brownie Brown en HAL Laboratory en uitgebracht door Nintendo. Het is de opvolger van het computerspel EarthBound.

## Plot

### Personages
Mother 3 vindt plaats op de Nowhere Islands. Er zijn intotaal 6 verschillende speelbare personages; Flint, Lucas, Duster, Boney, Salsa, en Kumatora (de speler kan de personages eventueel een andere naam geven). Lucas is de hoofdpersoon die in Tazmily Village woont. Flint is de vader van Lucas en een schaapherder die in het eerste deel speelbaar is. Duster is een man die door zijn vader tot dief is opgeleid en heeft ook verscheidene gadgets die bruikbaar zijn in een gevecht. Boney is de hond van Lucas' familie en is grotendeels deel van Lucas' groepje in het spel. Salsa is een aapje dat alles voor zijn vriendin over heeft en speelbaar wordt in deel 3, maar verschijnt daarna ook nog verscheidene keren in het spel. Kumatora is de prinses van Osohe Kasteel en heeft de mogelijkheid om verschillende PSI-aanvallen uit te voeren.

### Verhaal
Het verhaal begint als Lucas wakker wordt bij zijn opa en na met de Drago's gespeeld te hebben, met zijn moeder en zijn broer Claus naar huis gaat. Maar, in het bos tussen de woonplaats van Lucas' opa en Tazmily Village, is een hevige brand uitgebroken. Iedereen gaat op onderzoek uit om Hinawa (Lucas' moeder) en de twee jochies te vinden. Uiteindelijk vindt Bronson, een inwoner, Hinawa en de twee jochies. Het blijkt dat een Drago de drie aangevallen heeft en het hart van Lucas' moeder doorboord heeft met een van zijn tanden. Na de eerste 3 delen wordt Lucas, de hoofdpersoon, speelbaar en leert hij van een Magypsy (Een aparte stam van 7 personen die op mensen lijken, die elk een Needle bewaken) genaamd Ionia om PK-aanvallen te gebruiken. Ook vertelt deze Magypsy aan Lucas dat er een levensvorm is, de Dark Dragon, die in staat is de hele planeet te verwoesten. Als alle 7 Needles getrokken zijn, zal de Dark Dragon wakker worden. Het hart van degene die de meeste Needles getrokken heeft zal dan worden doorgegeven aan de Dark Dragon. Is deze goed, dan zal er oneindige vrede zijn, is deze kwaadaardig, dan zal de planeet verwoest worden. Alleen Lucas heeft de mogelijkheid om de Needles te trekken omdat hij PK Love kan gebruiken, althans, dat wordt tot dit punt bedacht. Lucas maakt tijdens zijn reis vele dingen mee, en komt in contact met een kwaadaardige groep genaamd de Pigmasks, die de Nowhere Islands willen veroveren. In deel 5 komt Lucas voor het eerste de 'Masked Man' tegen, die uiteindelijk ook de mogelijkheid heeft om de zeven Needles te trekken. In deel 7 vecht Lucas voor het eerst tegen de 'Masked Man', omdat hij nu de Franklin Badge heeft die de elektrische aanvallen reflecteert, die anders Lucas' hele party bewusteloos zou maken. Uiteindelijk neemt Lucas het in het laatste deel op tegen Porky, de leider van de Pigmasks, en daarna tegen de Masked Man, voor de laatste keer. Uiteindelijk als Lucas maar blijft verdedigen, ontdekt de Masked Man zijn ware identiteit (Lucas kreeg het eerder in dit deel te horen van zijn vader, Flint) en gebruikt hij een laatste elektrische aanval tegen Lucas zodat deze gereflecteerd wordt en wat uiteindelijk het leven van de Masked Man ontneemt, wie Lucas' broertje, Claus, blijkt te zijn.

## Gameplay
Mother 3 is een singleplayer rollenspel vergelijkbaar met de vorige games in de Mother-serie. De speler bestuurt een partij van de speelbare personages die een tweedimensionale fictieve wereld van het spel verkennen.. Tijdens het navigeren in de bovenwereld, kan de speler praten met niet-speelbare personages, items verkrijgen, of vijanden tegenkomen. Het winnen van gevechten tegen vijanden levert  experience points aan de partij, die nodig is voor het oplevelen van de personages. Opleveling naar boven toe van een personage verbetert permanent de individuele kenmerken zoals maximale hit points (HP), psychic powers (PP), inbreuk, en defensie. Wapens, pantsers, of accessoires kunnen worden uitgerust op een personage om bepaalde eigenschappen te verhogen. De speler kan HP en PP van de personages herstellen of kwalen genezen door een bezoek aan warmwaterbronnen, die overvloedig in de game zijn geplaatst, en de speler kan het spel op te slaan door te praten met kikkers. Geld wordt geïntroduceerd in de tweede helft van het spel als Dragon Points (DP), die worden verdiend door het winnen van gevechten. Hiervan kunnen items worden gekocht. Je kan ook opslaan door tegen een kikker te praten.
Mother 3 behoudt het beurtelings vechtsysteem in EarthBound. Wanneer de speler in contact komt met een vijand in de bovenwereld, gaat het spel over naar een strijdscherm. Gevechten worden bekeken vanuit een eerstepersoons perspectief, waarin de vijanden worden afgebeeld in een geanimeerde achtergrond. De speler kan elk karakter toekennen in hun partij om een actie uit te voeren, zoals het aanvallen van een vijand of het gebruik van items om HP of PP herstellen. Sommige personages kunnen gebruikmaken van psychische gebaseerde aanvallen aangeduid als PSI, die sterke aanvallen en helende vermogens bevat, en vereisen PP uit te voeren. Net als Earthbound, wordt er in de gevechten gebruikgemaakt van een "rolling health"-systeem: wanneer een van personages van de speler geblesseerd is, zijn HP zal geleidelijk naar beneden zakken. Hierdoor kan een dodelijk gewond karakter acties zoals aanvallen of genezing zelf nog ondernemen, zolang de spelersactie snel genoeg wordt uitgevoerd. Als een personage alle HP verliest, zal het bewusteloos raken en verder niks in het gevecht meer kunnen doen, tenzij deze worden 'teruggebracht' door een ander personage door middel van een item of door middel van PSI-krachten. De speler verliest een slag als alle personages bewusteloos zijn; de speler krijgt dan de mogelijkheid om te blijven spelen vanaf het dichtstbijzijnde opslagpunt, maar met de helft van voorgaande DP.
Gevechten in Mother 3 bevatten een uniek muzikaal combo-systeem die nog niet bestond in de eerste spellen van de Mother-serie. Wanneer een van personages van de speler rechtstreeks een vijand met wapens aanvalt, kunnen ze herhaaldelijk aanvallen door op de A-knop te klikken op het ritme van de muziek. Met dit systeem kan de speler de vijand aanvallen tot zestien keer achter elkaar. Wanneer de juiste beat niet duidelijk is, kan de speler de vijand laten slapen om de beat te isoleren van de muziek.

## Trivia
- Lucas is een anagram van Claus.
- Porky is net als in EarthBound, een tegenstander in het voorlaatste gevecht in plaats van het laatste.
- Mother 3 is niet uitgebracht in een ander land dan Japan.
- Er is geen postgame na het einde van het spel.